# Polyhedron
Polyhedron ist eine Peer-Review-Fachzeitschrift, die seit 1982 vom Elsevier Verlag herausgegeben wird.
Die dreiwöchentliche Veröffentlichung von Originalartikeln umfasst weite Gebiete der Anorganischen Chemie, wie Synthesechemie, Koordinationschemie, Organometallchemie, Bioanorganische Chemie sowie Festkörperchemie. Die Zeitschrift wird seit 1982 regelmäßig publiziert und entstand aus der Zusammenlegung mehrerer anorganisch-chemischer Zeitschriften, unter anderem der Inorganic and Nuclear Chemistry Letters und des Journal of Inorganic and Nuclear Chemistry.
Der Impact Factor lag im Jahr 2019 bei 2,343. Nach der Statistik des ISI Web of Knowledge wurde das Journal 2014 in der Kategorie anorganische Chemie an 18. Stelle von 44 Zeitschriften und in der Kategorie Kristallographie an zehnter Stelle von 23 Zeitschriften geführt.
„Polyhedron“ ist das englische Wort für Polyeder.